# LevaNóiz
LevaNóiz é uma banda brasileira de pagode baiano, iniciada em 2007 com os cantores Anderson Menezes (Dig Dig), Alisson Max e Nenel. Logo a banda fez sucesso com as músicas "Pancadinha", "Pranchinha", "Moicano" e o single de estreia "Liga da Justiça" no início de 2011, com o cantor André Ramon.
Em dezembro de 2017, o cantor Luketta assume os vocais.

## História
A história da banda começou em 2007 com o lançamento de "Pancadinha", que logo fez grande sucesso. Depois disso, o grupo trabalhou com a música "LevaNoiz", reafirmando o seu sucesso no cenário musical e abrindo portas para a presença dos artistas em eventos importantes da música baiana.
Em 2008, homenagearam a vaidade das mulheres com o hit "Pranchinha", fazendo o mesmo com os homens, posteriormente, em "Moicano". Já no ano seguinte, em 2009, o LevaNóiz grava seu primeiro DVD, chamado "Quita do Zig", que incluía 15 faixas, entre elas "Pan", "Manteiga" e "Me Leva Pro Leva". Em abril, o cantor Anderson Menezes (Dig Dig) deixa o grupo após se tornar cristão. Sua saída gerou revolta dos colegas, apenas Alisson e Nenel ficaram nos vocais. Em julho de 2010, o cantor André Ramon assume a banda. Em 2011, o sucesso "Liga da Justiça" ganhou destaque no carnaval de Salvador e caiu no gosto das cantoras Ivete Sangalo e Claudia Leitte. A música foi considerada a "Melhor Música do Carnaval" pela Rede Bahia através de voto popular. Pela Rádio Itapoan, a banda ganhou o prêmio de "Banda Revelação" e "Música do Carnaval 2011". Já o vocalista venceu na categoria "Cantor Revelação".
Após todo o estouro em 2011, a banda lançou o disco chamado "De Volta a Estrada" em setembro, que conta com 17 faixas totalmente inéditas.
André Ramon ficou na banda até dezembro de 2013 e foi pra carreira solo. Foi substituído por Fabinho Lima que ficou na banda até novembro de 2017.
Em dezembro, o cantor Luketta assume os vocais da banda. O CD oficial foi lançando em 15 de dezembro.